# Hiéroglyphe égyptien N9
Le quartier de lune en hiéroglyphes égyptiens, est classifié dans la section N « Ciel, terre, eau » de la liste de Gardiner ; il y est noté N9.

## Représentation
Il représente un quartier de lune montante ou descendante (voir N10). Il est utilisé sous la XVIIIe dynastie. Il est translittéré psḏntyw, psḏtyw, psḏn ou psḏ.

## Utilisation
| p | s | D | Z2 · Z2 · Z2 |

| p | s | D | Z2 · Z2 · Z2 |

| N9 · n | G4 | W3 | / | N9 | G4 | W3 | / |

| N9 · n | G4 | W3 | / | N9 | G4 | W3 | / |

| N9 · n | W3 | / | p · z | d · n | N9 |

| N9 · n | W3 | / | p · z | d · n | N9 |

d'où découle (aussi en référence aux neuf phases lunaires) sa fonction en tant que phonogramme trilitère de valeur psḏ dans le terme psḏt :                                              
| N9 · t | R8A | A40 | Z3 |

| N9 · t | R8A | A40 | Z3 |

| X6 |

| X6 |

| N10 |

| N10 |

| N10 |

| N10 |